# دافيد كيبياني
دافيد كيبياني (بالإنجليزية: David Kipiani)‏ (و. 1951 – 2001 م) هو لاعب كرة قدم، ومدرب كرة قدم من الاتحاد السوفيتي، وجورجيا، ولد في تبليسي، شارك في الألعاب الأولمبية الصيفية 1976، مركز لعبه هو لاعب وسط، توفي في تبليسي، عن عمر يناهز 50 عاماً، بسبب حادث مرور.

## التعليم
تعلم في Georgian Technical University ‏.

## جوائز
حصل على جوائز منها:
- ماستر في الرياضة في اتحاد الجمهوريات الاشتراكية السوفياتية، صنف دولي  [لغات أخرى]‏
- جائزة سيد الرياضة السوفيتي التشريفية  [لغات أخرى]‏.

## روابط خارجية
- دافيد كيبياني على موقع الاتحاد الدولي (مؤرشف)  (الإنجليزية)
- دافيد كيبياني على موقع قاعدة بيانات كرة القدم.إي يو (الإنجليزية)
- دافيد كيبياني على موقع ناشيونال فوتبول تيمز (الإنجليزية)
- دافيد كيبياني على موقع عالم كرة القدم.نت (الإنجليزية)
- دافيد كيبياني على موقع أوليمبيديا (الإنجليزية)